# Al-Mukajliba
Al-Mukajliba (arab. المقيلبية) – miejscowość w Syrii, w muhafazie Damaszek. W 2004 roku liczyła 5022 mieszkańców.